# Mabrya rosei
Mabrya rosei är en grobladsväxtart som först beskrevs av Philip Alexander Munz, och fick sitt nu gällande namn av W.J. Elisens. Mabrya rosei ingår i släktet Mabrya och familjen grobladsväxter. Inga underarter finns listade i Catalogue of Life.